# Gonnus Mons

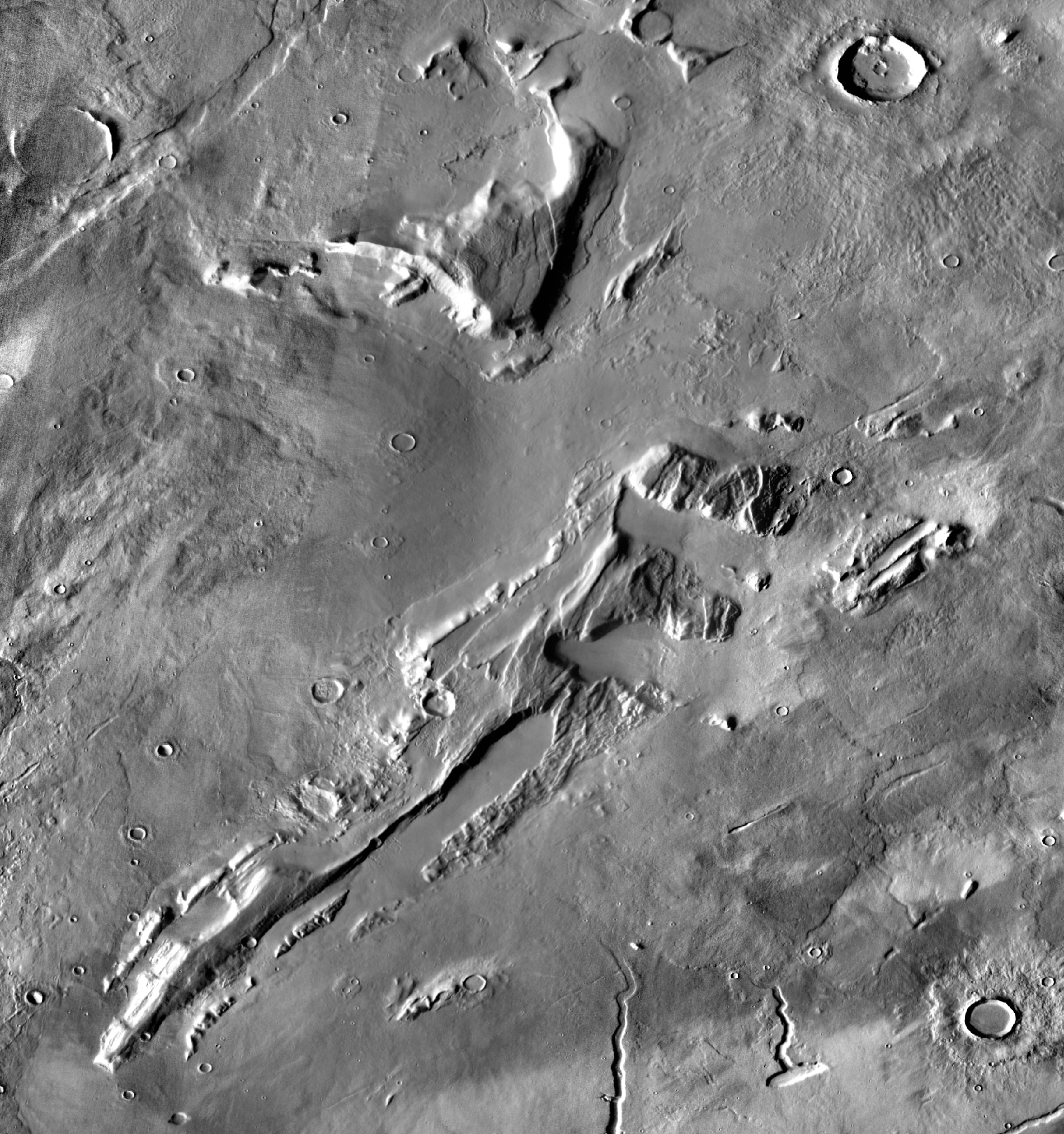
Fotografie a Gonnus Mons

Gonnus Mons este un munte pe planeta Marte.
Coordonate: 41°36′N 91°00′E / 41.6°N 91.0°E